# Jaroslav Bidlo
Jaroslav Bidlo (ur. 17 listopada 1868 w Záboří nad Labem, zm. 1 grudnia 1937 w Pradze) – czeski historyk.
Był wychowankiem Uniwersytetu Karola-Ferdynanda w Pradze oraz Uniwersytetu Jagiellońskiego gdzie studiował w roku akademickim 1892-1893. Doktorat uzyskał się w 1894, a w 1900 habilitował się w zakresie historii powszechnej. W 1905 otrzymał nominację na profesora nadzwyczajnego, w 1911 na profesora zwyczajnego. Członek Czeskiej Akademii Nauk i Sztuk Pięknych.  Członek Polskiej Akademii Umiejętności (członek zagraniczny zwyczajny).

## Publikacje
- 1895 Přehled dějin polských
- 1897 Nekrologia polské větve Jednoty bratrské
- 1900 Jednota bratrská v prvním vyhnanství (kolejne wydania: 1903, 1909, 1932)
- 1903 Bratr Jan Rokyta u cara Ivana Hrozného
- 1907 Dějiny Ruska v XIX. století
- 1911 O historii Slovanstva jako celku
- 1911 Dějepis pro vyšší třídy středních škol
- 1917 Kultura byzantská
- 1917 Vzájemný poměr české a polské větve jednoty bratrské v době od r. 1587 – 1609
- 1927 Dějiny Slovanstva
- 1930 Jednota bratrská za mezivládí po smrti Štěpána Bathoryho
- 1935 Michal Hruševs'kyj